# 阿德尔·哈梅克
阿德尔·哈梅克（英語：Adel Hamek，1992年10月25日—），阿尔及利亚男子羽毛球運動員。

## 簡歷
2013年8月，阿德尔·哈梅克出戰在毛里裘斯羅斯希爾舉行的非洲羽毛球錦標賽，與穆罕默德·阿卜杜勒拉希姆·贝拉尔比合作贏得男子雙打比賽季軍。

## 主要比賽成績
只列出曾進入準決賽的國際賽事成績：
| 年份   | 賽事                         | 公開賽級別 | 項目     | 拍檔                             | 成績   |
| ------ | ---------------------------- | ---------- | -------- | -------------------------------- | ------ |
| 2013年 | 非洲羽毛球錦標賽             | 其他       | 男子雙打 | 穆罕默德·阿卜杜勒拉希姆·贝拉尔比 | 季軍   |
| 2014年 | 摩洛哥羽毛球國際賽           | 國際系列賽 | 男子雙打 | 穆罕默德·阿卜杜勒拉希姆·贝拉尔比 | 亞軍   |
| 2015年 | 摩洛哥羽毛球國際賽           | 國際系列賽 | 男子雙打 | 穆罕默德·阿卜杜勒拉希姆·贝拉尔比 | 準決賽 |
| 2015年 | 南非羽毛球國際賽             | 國際系列賽 | 男子雙打 | 穆罕默德·阿卜杜勒拉希姆·贝拉尔比 | 準決賽 |
| 2015年 | 博茨瓦納羽毛球國際賽         | 國際系列賽 | 男子雙打 | 穆罕默德·阿卜杜勒拉希姆·贝拉尔比 | 亞軍   |
| 2016年 | 羅斯希爾羽毛球國際賽         | 未來系列賽 | 男子單打 | －                               | 準決賽 |
| 2016年 | 羅斯希爾羽毛球國際賽         | 未來系列賽 | 男子雙打 | 穆罕默德·阿卜杜勒拉希姆·贝拉尔比 | 亞軍   |
| 2016年 | 非洲羽毛球團體錦標賽         | 其他       | 男子團體 | －                               | 季軍   |
| 2017年 | 非洲羽毛球錦標賽             | 其他       | 男子單打 | －                               | 冠軍   |
| 2017年 | 非洲羽毛球錦標賽             | 其他       | 男子雙打 | 穆罕默德·阿卜杜勒拉希姆·贝拉尔比 | 季軍   |
| 2017年 | 摩洛哥羽毛球國際賽           | 國際系列賽 | 男子雙打 | 穆罕默德·阿卜杜勒拉希姆·贝拉尔比 | 準決賽 |
| 2018年 | 阿爾及利亞羽毛球國際賽       | 未來系列賽 | 男子雙打 | 穆罕默德·阿卜杜勒拉希姆·貝拉爾比 | 冠軍   |
| 2018年 | 全非洲羽毛球男女子團體錦標賽 | 其他       | 男子團體 | －                               | 冠軍   |
| 2018年 | 非洲羽毛球錦標賽             | 其他       | 男子雙打 | 穆罕默德·阿卜杜勒拉希姆·貝拉爾比 | 冠軍   |
| 2020年 | 全非洲羽毛球男女子團體錦標賽 | 其他       | 男子團體 | －                               | 冠軍   |
| 2021年 | 秘魯羽毛球國際賽             | 國際系列賽 | 男子雙打 | 穆罕默德·阿卜杜勒拉希姆·貝拉爾比 | 準決賽 |
| 2021年 | 全非羽毛球錦標賽             | 其他       | 混合團體 | －                               | 亞軍   |
| 2022年 | 全非洲羽毛球男女子團體錦標賽 | 其他       | 男子團體 | －                               | 冠軍   |
| 2022年 | 全非羽毛球錦標賽             | 其他       | 男子單打 | －                               | 季軍   |
| 2022年 | 全非羽毛球錦標賽             | 其他       | 男子雙打 | 穆罕默德·阿卜杜勒拉希姆·贝拉尔比 | 季軍   |
| 2022年 | 烏干達羽毛球國際賽           | 國際挑戰賽 | 男子雙打 | 穆罕默德·阿卜杜勒拉希姆·贝拉尔比 | 準決賽 |
| 2023年 | 全非羽毛球錦標賽             | 其他       | 混合團體 | －                               | 季軍   |
| 2023年 | 全非羽毛球錦標賽             | 其他       | 男子雙打 | 穆罕默德·阿卜杜勒拉希姆·贝拉尔比 | 亞軍   |
| 2023年 | 阿爾及利亞羽毛球國際賽       | 國際系列賽 | 男子雙打 | 穆罕默德·阿卜杜勒拉希姆·贝拉尔比 | 亞軍   |
| 2024年 | 全非洲羽毛球男女子團體錦標賽 | 其他       | 男子團體 | －                               | 冠軍   |
| 2025年 | 全非洲羽毛球混合團體錦標賽   | 其他       | 混合團體 | －                               | 冠軍   |
| 2025年 | 全非羽毛球錦標賽             | 其他       | 男子雙打 | 穆罕默德·阿卜杜勒拉希姆·贝拉尔比 | 季軍   |

| 2007-2017年 | 首要超級賽 | 超級賽 | 黃金大獎賽 | 大獎賽 | 國際挑戰賽 | 國際系列賽 | 未來系列賽 | 其他 |

| 2018-2026年 | 總決賽 | 超級1000賽 | 超級750賽 | 超級500賽 | 超級300賽 | 超級100賽 | 國際挑戰賽 | 國際系列賽 | 未來系列賽 | 其他 |